# Eudorella bacescui
Eudorella bacescui is een zeekommasoort uit de familie van de Leuconidae. De wetenschappelijke naam van de soort is voor het eerst geldig gepubliceerd in 1991 door Petrescu.